# Panicum sublaeve
Panicum sublaeve är en gräsart som beskrevs av Jason Richard Swallen. Panicum sublaeve ingår i släktet vipphirser, och familjen gräs. Inga underarter finns listade i Catalogue of Life.